# 10928 Caprara
10928 Caprara là một tiểu hành tinh vành đai chính với cận điểm quỹ đạo là 2.1611178 AU. Nó có độ lệch tâm là 0.2231300 và chu kỳ quỹ đạo là 1693.1454230 ngày (4.64 năm). It có vận tốc quỹ đạo trung bình là 17.85908272 km/s và độ nghiêng quỹ đạo là 8.68624°.
Nó được phát hiện ngày 25 tháng 1 năm 1998 ở Đài thiên văn vật lý thiên văn Asiago.